# نعمة (مسيحية)

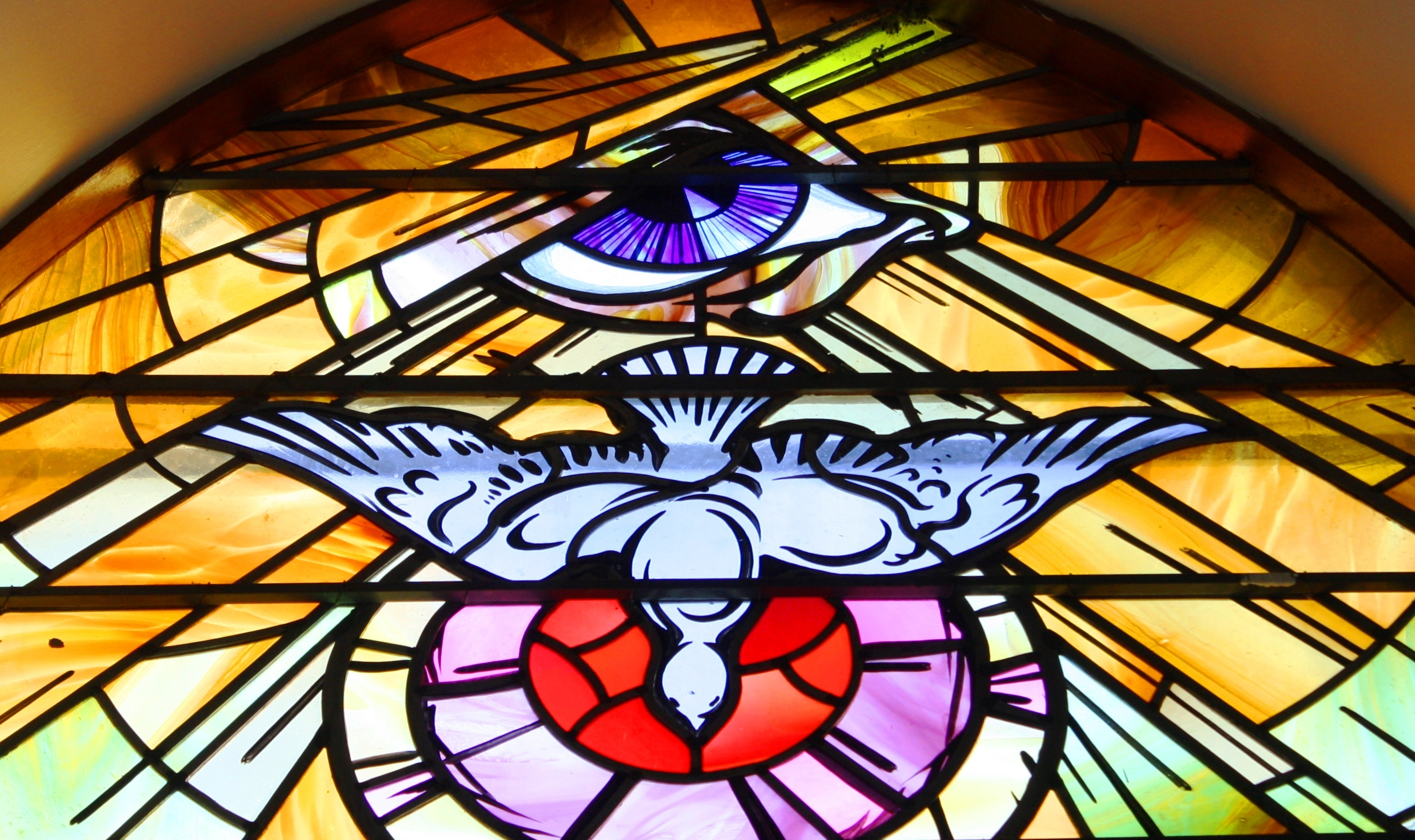

النعمة في المسيحية هي لاهوتياً عمل الله الذي يهب أعظم عطاء للبشر.
موضوع متواصل في الكتاب المقدس، يصل إلى ذروته في العهد الجديد مع مجيء المسيح (يوحنا1: 17). وتتباين كلمة «نعمة» في العهد الجديد عنها في العهد القديم من حيث المعنى المرتجى منها، حيث تأتي في العهد الجديد من الكلمة اليونانية "charis" التي تعني «رضى، بركة، إحسان». بينما تأتي كلمة النعمة المستعملة في العهد القديم بمعنى «الانحناء برفق إلى من هو أدنى مقاما». في العهد الجديد تعني «جودا وفضلا ولطفا».